# 埼玉県立深谷高等学校
埼玉県立深谷高等学校（さいたまけんりつ ふかやこうとうがっこう）は、埼玉県深谷市宿根にある県立高等学校。

## 概要
深谷市西部に位置しており、周辺は田畑が広がる。
3年次より文系・理系に分かれる。2007年度入学生より、特進クラスを設置している。
部活動では、計8回（春高4回・インターハイ4回）の全国制覇の実績を持つ男子バレーボール部をはじめ、全国大会準優勝のラグビー部が特筆される。

## 沿革
- 1974年（昭和49年） - 開校（深谷市大字深谷500番地）
- 1975年（昭和50年） - 新校舎へ移転（深谷市大字宿根315番地）
- 1977年（昭和52年） - 体育館竣工
- 1981年（昭和56年） - 創立十周年記念館竣工
- 1983年（昭和58年） - 格技棟竣工
- 1984年（昭和59年） - 埼玉県体育協会より「栄光賞」授与
- 1999年（平成11年） - トレーニング場竣工
- 2002年（平成14年） - 埼玉県体育協会より「栄光賞」「栄光旗」授与
- 2007年（平成19年） - 少人数学級編制、および特進クラスを設置
- 2009年（平成21年） - 埼玉工業大学と高大連携協定を締結

## 学校行事
深高祭（文化祭）、体育祭、修学旅行、持久走大会、球技大会、芸術鑑賞会などがある。
持久走大会は、学校周辺を男子8.2km、女子6.2km走る。修学旅行は近年は沖縄県に行くことが多い。
開校記念日は、5月23日となっている。

## 制服
2023年度入学生から上着は男女共にグレーのブレザーを着用。性別に関係なく指定のスカートかスラックス、リボンかネクタイを選び通学できる。
以前は男子は黒色の学ラン。女子は紺色のブレザーでリボンなどの装飾は一切なく、シンプルなものとなっていた。

## 部活動
運動部
特に男子バレーボール部が全国大会で実績を残しており、計8回（春高4回・インターハイ4回）の全国優勝している。2001年には春高・インターハイ・国体優勝で全国3冠を達成し（ただし国体は埼玉選抜として出場）、2005年には春高・インターハイ優勝で全国2冠、2006年には春高2連覇を達成した。インターハイにおいては埼玉県勢の男子の唯一の優勝校であり、2013年に33回目の出場を果たした。
男女通じて埼玉県勢で唯一の春高優勝校となっており、2014年には「春の高校バレー」に県内最多の32回目の出場を果たした。OBには多くのバレーボール選手やオリンピック出場選手がいる。
- 男子バレーボール部

- 春の高校バレー32回出場

優勝4回（1995年・2001年・2005年・2006年）、準優勝2回（1992年・2000年）、4強4回（1979年・1986年・1996年・2002年）
- インターハイ33回出場

優勝4回（1983年・1999年・2001年・2005年）、準優勝6回（1979年・1987年・1988年・2002年・2006年・2008年）、4強6回（1984年・1985年・1990年・1992年・1996年・1998年）
- 1998年「第53回国民体育大会バレーボール競技」では埼玉選抜が初優勝。この時のメンバーにはOBの柴田恭平や飯塚俊彦らがいた。
- 1999年「第54回国民体育大会バレーボール競技」では埼玉選抜が2連覇。この時のメンバーにはOBの飯塚俊彦や石島雄介らがいた。
- 2001年「第56回国民体育大会バレーボール競技」では埼玉選抜が3度目の優勝。この時のメンバーにはOBの石島雄介がおり、全国3冠を達成した。

- ラグビー部

- 全国高等学校ラグビーフットボール大会（花園）10回出場

2005年に花園に初出場し、2008年 - 2012年（5年連続）・2014年 - 2016年（3年連続）・2018年にも花園に出場した。
そのうち5回、ベスト16進出（2010年・2011年・2012年・2015年・2016年）。
- 全国高等学校選抜ラグビーフットボール大会10回出場

2004年に開催県枠で初出場し、準優勝に輝いた。2012年はベスト8。
- 山岳部 - 1991年のインターハイで優勝[1]。
- 野球部
- サッカー部
- 女子バレーボール部
- 陸上競技部
- 硬式テニス部
- バスケットボール部
- ソフトテニス部
- 剣道部
- 卓球部

文化部
- 美術部 - 新潟県佐渡市で行われる全国高等学校版画選手権大会に3度出場（2002年、2003年、2004年）。審査員奨励賞などを受賞。
- 手話ボランティア部
- ESS部
- 漫画研究部
- 家庭部
- 吹奏楽部
- 新聞部
- 写真部
- 科学部
- フォーク部
- 放送部

## アクセス
- JR高崎線深谷駅 徒歩約30分

本校生徒は深谷市が用意した無料駐輪場（深谷駅から徒歩3分）が利用可能となっている。2019年頃までは深谷観光バスによる深谷駅と本校間を結ぶスクールバスが運行していた。

## 著名な出身者
- 小林敦 - バレーボール選手
- 山本太二 - バレーボール選手
- 石島雄介 - バレーボール選手
- 金丸晃大 - バレーボール選手
- 八子大輔 - バレーボール選手
- 渡辺俊介 - バレーボール選手

- 小川旭 - バレーボール選手
- 石橋健 - バレーボール選手
- 飯塚俊彦 - バレーボール選手
- 金子隆行 - バレーボール選手
- 柴田恭平 - バレーボール選手
- 木川隼吾 - ラグビー選手（パナソニック ワイルドナイツ）
- 三友良平 - ラグビー選手（キヤノンイーグルス）
- 酒井教全 - ラグビー選手（パナソニック ワイルドナイツ）
- 橋本大吾 - ラグビー選手（東芝ブレイブルーパス東京）
- 吉田真吾 - ラグビー選手（クボタスピアーズ）
- 篠田正悟 - ラグビー選手（日野自動車レッドドルフィンズ）
- 土屋樹生 - ラグビー選手（三菱重工相模原ダイナボアーズ）
- 山沢拓也 - ラグビー選手（埼玉パナソニックワイルドナイツ）
- 中嶋大希 - ラグビー選手（コベルコ神戸スティーラーズ）
- 金井大雪 - ラグビー選手（NECグリーンロケッツ東葛）
- 河田和大 - ラグビー選手（静岡ブルーレヴズ）
- 新井望友 - ラグビー選手（NECグリーンロケッツ東葛）
- 深澤翔祐 - ラグビー選手（NTTドコモレッドハリケーンズ大阪）
- 山沢京平 - ラグビー選手（埼玉パナソニックワイルドナイツ）
- 丸山希香 - 女子ラグビー選手
- 斎藤豪人 - サッカー選手（浦和レッドダイヤモンズ）・現越谷市議会議員
- 棚橋志乃 - フリーアナウンサー
- 加藤ひさし - ロックバンドザ・コレクターズ(THE COLLECTORS)のリーダー、ボーカル担当
- 林“VOH”紀勝 - スターダストレビューのメンバー、パーカッション、ボーカル、コーラス、サックス担当
- 伊藤栄次 - 声優